# 班尼斯特
班尼斯特（英語：Bannister）是位於美國加利福尼亞州克恩縣的一個非建制地區。該地的面積和人口皆未知。

## 地理
班尼斯特的座標為35°15′56″N 119°06′03″W / 35.26556°N 119.10083°W，而該地的平均海拔高度為106米（即348英尺）。